# Siergiej Suchariew
Siergiej Władimirowicz Suchariew (ros. Сергей Владимирович Сухарев, ur. 13 marca 1981 w obwodzie riazańskim, zm. 17 marca 2022 na Ukrainie) – pułkownik gwardii Sił Zbrojnych Federacji Rosyjskiej, dowódca 331 gwardyjskiego pułku spadochronowo-desantowego (2021–2022). Zginął podczas inwazji rosyjskiej na Ukrainę.
W 2014 roku Suchariew był dowódcą grupy batalionowo-taktycznej 331 pułku i osobiście kierował masakrą kolumny żołnierzy opuszczających Iłowajsk w sierpniu 2014 r.
W 2016 roku ukończył Ogólnowojskową Akademię Sił Zbrojnych Federacji Rosyjskiej, a następnie został zastępcą dowódcy najpierw 104 gwardyjskiego pułku spadochronowo-desantowego, a następnie 31 Samodzielnej Gwardyjskiej Brygady Desantowo-Szturmowej w Uljanowsku. W 2020 r. awansowany do stopnia podpułkownika gwardii, 16 października 2021 r. mianowany dowódcą 331 gwardyjskiego pułku spadochronowo-desantowego w Kostromie.
W styczniu 2022 brał udział w tzw. „operacji OUBZ” w Kazachstanie. Według wywiadu przebywał tam z pułkiem przez 10 dni, gdy jego jednostka wojskowa przejęła kontrolę nad elektrociepłownią Ałmaty.
W 2022 r. jednostki 331 pułku wzięły udział w zakrojonej na szeroką skalę inwazji rosyjskiej na Ukrainę, podczas której płk Suchariew oraz jego zastępca mjr Siergiej Kryłow zginęli 17 marca.